# Пётркув-Куявский (гмина)
Пётркув-Куявский (пол. Piotrków Kujawski) — гмина (волость) в Польше, входит как административная единица в Радзеювский повет, Куявско-Поморское воеводство. Население — 9645 человек (на 2004 год).

## Сельские округа
1. Анусин
2. Быч
3. Демболенка
4. Градово
5. Ежице
6. Качево
7. Любсин
8. Лабендзин
9. Малина
10. Нова-Весь
11. Пальчево
12. Полаево
13. Пшедлуж
14. Пшевуз
15. Рогалин
16. Рудзк-Дужы
17. Рудзк-Малы
18. Стависка
19. Шевце
20. Свёнтники
21. Вуйцин
22. Зборовец
23. Катажина
24. Жечица
25. Теодорово
26. Винцентово
27. Козы
28. Чарнотка
29. Хигенево
30. Каспраль
31. Полаевек
32. Троячек
33. Закрента

## Соседние гмины
1. Гмина Бытонь
2. Гмина Крушвица
3. Гмина Радзеюв
4. Гмина Скульск
5. Гмина Топулька
6. Гмина Вежбинек